# لويد بلاكمان (ملحن)
لويد بلاكمان هو معلم موسيقى وملحن كندي، ولد في 5 يناير 1928، وتوفي في 16 سبتمبر 2014 في فانكوفر في كندا.